# 泉州山久義
泉州山 久義（せんしゅうざん ひさよし、1926年5月28日 - 没年不明 ）は、春日野部屋に所属した元力士。元年寄・14代千田川。本名は川崎 久義（かわさき ひさよし）。現在の大阪府貝塚市出身。身長176cm、体重81kg。最高位は西十両2枚目。得意技は突っ張り、左四つ。

## 経歴
浪速中学在学時に春日野の後援者に見出されて、中退し、1940年5月場所で初土俵を踏んだ。突っ張りを武器に順調に番付を上げ、1946年11月場所東幕下4枚目で5勝2敗で勝ち越し、翌場所の十両昇進を確実にした。しかし、場所後の四国巡業中に南海大地震に遭い、宿舎の2階から転落し肋骨を折る大怪我を負った。1947年6月場所で十両昇進。この場所は4勝6敗と負け越した。その後は十両での一進一退が続き、幕下に陥落した1950年9月場所を以って24歳で引退した。
立ち合いに決して変化せず、強烈な突っ張りに徹した俊敏な取り口であったが、特におっつけは非常に強烈で手の小指が外側に曲がってしまう程だった。また、左四つでも相撲が取れた。
引退後は年寄千田川を襲名。戦後最年少の年寄であったが、1969年1月廃業した。廃業後は義父が経営する製作所を継いで、1973年から20年間社長を勤めた。

## 主な戦績
- 通算成績：96勝104敗  勝率.480
- 十両成績：48勝68敗  勝率.414
- 現役在位：23場所
- 十両在位：9場所
- 各段優勝
  - 序二段優勝：1回（1943年1月場所）

### 場所別成績
| 1940年 （昭和15年） | x                      | （前相撲）            | x                      |
| 1941年 （昭和16年） | （前相撲）             | 東序ノ口23枚目 4–4    | x                      |
| 1942年 （昭和17年） | 西序二段67枚目 5–3     | 東序二段63枚目 7–1    | x                      |
| 1943年 （昭和18年） | 東序二段6枚目 優勝 8–0 | 西三段目6枚目 5–3     | x                      |
| 1944年 （昭和19年） | 東幕下37枚目 3–5       | 西幕下37枚目 4–1      | 東幕下16枚目 3–2       |
| 1945年 （昭和20年） | x                      | 西幕下6枚目 2–4       | 西幕下9枚目 3–2        |
| 1946年 （昭和21年） | x                      | 国技館修理 のため中止 | 東幕下4枚目 5–2        |
| 1947年 （昭和22年） | x                      | 西十両10枚目 4–6      | 西十両11枚目 9–2       |
| 1948年 （昭和23年） | x                      | 西十両2枚目 1–10      | 西十両14枚目 7–4       |
| 1949年 （昭和24年） | 西十両6枚目 5–8        | 西十両9枚目 8–7       | 西十両7枚目 7–8        |
| 1950年 （昭和25年） | 東十両9枚目 4–11       | 西十両13枚目 3–12     | 東幕下5枚目 引退 1–7–0 |
| 各欄の数字は、「勝ち-負け-休場」を示す。 優勝 引退 休場 十両 幕下 三賞：敢=敢闘賞、殊=殊勲賞、技=技能賞 その他：★=金星 番付階級：幕内 - 十両 - 幕下 - 三段目 - 序二段 - 序ノ口 幕内序列：横綱 - 大関 - 関脇 - 小結 - 前頭（「#数字」は各位内の序列） |                        |                       |                        |

## 改名歴
- 泉州山 久義（せんしゅうざん ひさよし）1940年5月場所 - 1949年1月場所
- 泉州山 龍藏（せんしゅうざん りゅうぞう）1949年5月場所 - 1949年10月場所
- 泉州山 新八郎（せんしゅうざん しんぱちろう）1950年1月場所
- 泉州山 久義（せんしゅうざん ひさよし）1950年5月場所 - 1950年9月場所